# Elsebeth Mercedis Gunnleygsdóttur
Elsebeth Mercedis Gunnleygsdóttur (tidligere Hansen, født 26. oktober 1963 i Klaksvík) er en færøsk politibetjent og politiker (Fólkaflokkurin)
Hun har været indvalgt i Lagtinget siden 2011, og sad som formand for Lagtingets justitsudvalg og medlem af Lagtingets velfærdsudvalg fra 2011-2015. 
Hun blev genvalgt ved lagtingsvalget i 2015 og i 2019. Hun blev udnævnt til socialminister i Bárður á Steig Nielsens regering i 2019.
Gunnleygsdóttur blev valgt i kommunestyret i Klaksvík i 2009.
Efter gymnasiet var hun assistent ved Postverk Føroya 1983–1985, og tog derefter uddannelse som politibetjent.